# Alfons Pinno
Alfons Edwin Pinno (ur. 8 stycznia 1891 w Kutnie, zm. 11 maja 1976 w Radomiu) – polski architekt, działacz społeczny i pedagog.

## Życiorys
Studiował na politechnice w Niżnym Nowogrodzie, ukończył architekturę na Wydziale Budowlanym. Osiadł w Radomiu, gdzie poświęcił się pracy architekta, zaprojektował m.in. gmach sejmiku (obecnie jest to Urząd Stanu Cywilnego) oraz dworek w Wacynie (dzielnicy Radomia). Był dyrektorem zespołu szkół budowlanych, działaczem społecznym i badaczem historii miasta. Nadzorował prace archeologiczne i renowacyjne zabytków Radomia. Był inicjatorem powstania muzeum im. Jacka Malczewskiego, gdzie przekazał część posiadanej kolekcji obrazów. Spoczywa na radomskim cmentarzu ewangelickim.
W Radomiu organizowany jest konkurs architektoniczny o nagrodę im. Alfonsa Pinno.
Żonaty z Janiną Łagodzińską.